# 이승택 (1932년)
이승택(1932년~ )은 대한민국의 설치미술가이다.

## 생애 및 작품 세계
홍익대학교 미술대학 조각가를 졸업한 이승택은 “한국 전위미술 선구자” “한국 아방가르드미술사에 커다란 획을 그은 작가”라는 평을 받고 있다.
'설치'라는 개념조차 없던 1950~1960년대에 설치 형식의 작업을 실행한 그는 1950년대부터 노끈과 밧줄을 이용해 전위적인 입체 설치 작품을 선보여 왔으며 물과 불, 바람, 연기 등 시각화하기 어려운 ‘비물질’을 조형화하는 데 평생을 바쳤다.
서울대와 홍익대학교의 파벌 활동을 견디지 못하고 스스로 재야의 삶을 선택한 이승택은 한국 설치미술의 길을 냈음에도 불구하고 지난 50여년간 국내 미술계에서 크게 주목받지 못했으나 50년이 흐른 뒤 백남준아트센터 국제예술상(2009) 제1회 수상자로 선정되면서 이름을 알렸고, 80이 넘은 늦은 나이에 세계적인 전위작가로 떠올랐다.
그를 두고 한스 울리히 오브리스트 영국 런던 서펜타인 갤러리 디렉터는 "세계 미술사에 남을 독자적인 작가"라고, 토비아스 버거 홍콩 엠플러스(M+) 미술관 큐레이터는 "현대 미술사를 다시 쓸 작가"라고 평했다.